# Katia Galystian
Katia Galystian (orm. Կատյա Գալստյան; ur. 1 stycznia 1993 w Giumri) – ormiańska biegaczka narciarska.
Biegi narciarskie uprawia od 16 roku życia. Do uprawiania tego sportu zachęcił ją Slawik Sarkisjan, który jest jej trenerem od 2009.
W 2010 po raz pierwszy wystąpiła na mistrzostwach kraju. Była wówczas czwarta w sprincie na 1,2 km stylem klasycznym, piąta na 5 km tym samym stylem i siódma na 10 km stylem dowolnym. W 2011 zdobyła brąz na 5 km stylem klasycznym, a także zajęła 5. miejsce w sprincie na 1,2 km stylem dowolnym i 10 km tym samym stylem. W 2012 została mistrzynią Armenii na 5 km stylem klasycznym, a także uplasowała się na 4. pozycji w sprincie na 1,1 km stylem dowolnym i 10 km tym samym stylem. W 2013 wywalczyła srebro na 10 km stylem dowolnym i brąz na 5 km stylem klasycznym, a także była czwarta w sprincie na 1,2 km stylem klasycznym. W tym samym roku wystartowała również na mistrzostwach świata, na których zajęła 89. miejsce na 10 km stylem dowolnym i 90. w sprincie stylem klasycznym. W 2014 została mistrzynią Armenii na 10 km stylem dowolnym oraz brązową medalistką mistrzostw kraju na 5 km stylem dowolnym, a także uplasowała się na 4. pozycji w sprincie na 1,1 km stylem klasycznym. W tym samym roku wystartowała również na igrzyskach olimpijskich, na których wzięła udział w biegu na 10 km, w którym zajęła 64. miejsce z czasem 35:26,4 s. Ukończyła Państwowy Instytut Pedagogiczny w Giumri. Oprócz języka ormiańskiego zna również rosyjski.

## Osiągnięcia

### Igrzyska olimpijskie
| Miejsce | Dzień     | Rok  | Miejscowość | Konkurencja             | Czas biegu  | Strata      | Zwyciężczyni      |
| ------- | --------- | ---- | ----------- | ----------------------- | ----------- | ----------- | ----------------- |
| 62.     | 13 lutego | 2014 | Soczi       | 10 km stylem klasycznym | 28:17,8 min | +7:08,6 min | Justyna Kowalczyk |
| 72.     | 15 lutego | 2018 | Pjongczang  | 10 km stylem dowolnym   | 25:00,5 min | +5:24,6 min | Ragnhild Haga     |

### Mistrzostwa świata
| Miejsce | Dzień     | Rok  | Miejscowość      | Konkurencja              | Czas biegu  | Strata       | Zwyciężczyni           |
| ------- | --------- | ---- | ---------------- | ------------------------ | ----------- | ------------ | ---------------------- |
| 90.     | 21 lutego | 2013 | Val di Fiemme    | sprint stylem klasycznym | 3:16,6      | —            | Marit Bjørgen          |
| 71.     | 19 lutego | 2015 | Falun            | Sprint stylem klasycznym | 3:26,63 min | —            | Marit Bjørgen          |
| 70.     | 24 lutego | 2015 | Falun            | 10 km stylem dowolnym    | 25:08,8 min | +10:31,0 min | Charlotte Kalla        |
| 80.     | 23 lutego | 2017 | Lahti            | Sprint stylem dowolnym   | 3:02,34 min | —            | Maiken Caspersen Falla |
| 71.     | 28 lutego | 2017 | Lahti            | 10 km stylem klasycznym  | 25:24,9 min | +8:33,3 min  | Marit Bjørgen          |
| 56.     | 23 lutego | 2019 | Seefeld in Tirol | 15 km bieg łączony       | 36:54,5 min | +9:58,9 min  | Therese Johaug         |
| 67.     | 26 lutego | 2019 | Seefeld in Tirol | 10 km stylem klasycznym  | 27:02,1 min | +5:36,8 min  | Therese Johaug         |
| 52.     | 27 lutego | 2021 | Oberstdorf       | 15 km bieg łączony       | 38:35,5 min | +7:57,1 min  | Therese Johaug         |
| 62.     | 2 marca   | 2021 | Oberstdorf       | 10 km stylem dowolnym    | 23:09,8 min | +5:15,5 min  | Therese Johaug         |

### Mistrzostwa świata juniorów
| Miejsce | Dzień       | Rok  | Miejscowość | Konkurencja              | Czas biegu  | Strata       | Zwyciężczyni   |
| ------- | ----------- | ---- | ----------- | ------------------------ | ----------- | ------------ | -------------- |
| 86.     | 26 stycznia | 2011 | Otepää      | 5 km stylem dowolnym     | 13:50,6 min | +6:48,2 min  | Ragnhild Haga  |
| 84.     | 28 stycznia | 2011 | Otepää      | Sprint stylem klasycznym | 3:10,8 min  | —            | Lucia Anger    |
| 73.     | 30 stycznia | 2011 | Otepää      | 10 km bieg łączony       | 31:08,4 min | +12:13,4 min | Heidi Weng     |
| 71.     | 20 lutego   | 2012 | Erzurum     | Sprint stylem dowolnym   | —           | —            | Stina Nilsson  |
| 64.     | 22 lutego   | 2012 | Erzurum     | 5 km stylem klasycznym   | 14:53,1 min | +3:19,8 min  | Natalja Żukowa |
| 59.     | 24 lutego   | 2012 | Erzurum     | 10 km bieg łączony       | 29:33,3 min | +6:42,5 min  | Nika Razinger  |

### Olimpijski festiwal młodzieży Europy
| Miejsce | Dzień     | Rok  | Miejscowość | Konkurencja              | Czas biegu  | Strata      | Zwyciężczyni           |
| ------- | --------- | ---- | ----------- | ------------------------ | ----------- | ----------- | ---------------------- |
| 69.     | 14 lutego | 2011 | Liberec     | 7,5 km stylem klasycznym | 24:29,7 min | +8:42,0 min | Sofia Henriksson       |
| 72.     | 15 lutego | 2011 | Liberec     | Sprint stylem klasycznym | —           | —           | Stina Nilsson          |
| 74.     | 17 lutego | 2011 | Liberec     | 5 km stylem dowolnym     | 11:27,7 min | +4:24,7 min | Hilde Losgård Landheim |

### Puchar Świata

#### Miejsca w klasyfikacji generalnej
| Sezon     | Miejsce           |
| --------- | ----------------- |
| 2019/2020 | niesklasyfikowana |
| 2020/2021 | niesklasyfikowana |
| 2021/2022 | niesklasyfikowana |
| 2022/2023 | 170.              |
| 2023/2024 | 177.              |
| 2024/2025 | niesklasyfikowana |

#### Miejsca w poszczególnych zawodachPucharu Świata
stan po zakończeniu sezonu 2019/2020
| Sezon 2019/2020 |                      |                     |    |                             |                    |                       |                      |                             |                          |                         |                        |                              |                           |                              |     |                     |                                      |                                      |                             |                         |                   |                      |                           |                           |                  |                         |                        |                           |    |                       |                      |                     |        |        |        |        |        |        |        |        |        |        |        |        |        |        |        |        |        |        |        |        |        |        |        |        |        |
| Ruka 29.11 (SP C) | Ruka 30.12 (10 km C) | Ruka 1.12 (10 km F) | RT | Lillehammer 7.12 (2×7,5 km) | Davos 14.12 (SP F) | Davos 15.12 (10 km F) | Planica 21.12 (SP F) | Lenzerheide 28.12 (10 km F) | Lenzerheide 29.12 (SP F) | Toblach 31.12 (10 km F) | Toblach 1.01 (10 km C) | Val di Fiemme 3.01 (10 km C) | Val di Fiemme 4.01 (SP C) | Val di Fiemme 5.01 (10 km F) | TdS | Drezno 11.01 (SP F) | Nové Město na Moravě 18.01 (10 km F) | Nové Město na Moravě 19.01 (10 km C) | Oberstdorf 25.01 (2×7,5 km) | Oberstdorf 26.01 (SP C) | Falun 8.02 (SP C) | Falun 9.02 (10 km F) | Östersund 15.02 (10 km F) | Östersund 16.02 (10 km C) | Åre 18.02 (SP F) | Meraker 20.02 (34 km F) | Trondheim 22.02 (SP C) | Trondheim 23.02 (15 km C) | ST | Lahti 29.02 (10 km C) | Konnerud 4.03 (SP F) | Oslo 7.03 (30 km C) | punkty | punkty | punkty | punkty | punkty | punkty | punkty | punkty | punkty | punkty | punkty | punkty | punkty | punkty | punkty | punkty | punkty | punkty | punkty | punkty | punkty | punkty | punkty | punkty | punkty |
| 92 | -                    | -                   | -  | -                           | -                  | -                     | -                    | -                           | -                        | -                       | -                      | -                            | -                         | -                            | -   | -                   | -                                    | -                                    | -                           | -                       | -                 | -                    | 68                        | -                         | -                | -                       | -                      | -                         | -  | -                     | -                    | -                   | 0      | 0      | 0      | 0      | 0      | 0      | 0      | 0      | 0      | 0      | 0      | 0      | 0      | 0      | 0      | 0      | 0      | 0      | 0      | 0      | 0      | 0      | 0      | 0      | 0      |
| Legenda |                      |                     |    |                             |                    |                       |                      |                             |                          |                         |                        |                              |                           |                              |     |                     |                                      |                                      |                             |                         |                   |                      |                           |                           |                  |                         |                        |                           |    |                       |                      |                     |        |        |        |        |        |        |        |        |        |        |        |        |        |        |        |        |        |        |        |        |        |        |        |        |        |
| 1 2 3 4-10 11-30 31-100 wyniki anulowane DNF - zawodnik nie ukończył biegu – - zawodnik nie wystartował TdS - Tour de Ski FPŚ - Finał Pucharu Świata RT - Ruka Triple LT - Lillehammer Tour |                      |                     |    |                             |                    |                       |                      |                             |                          |                         |                        |                              |                           |                              |     |                     |                                      |                                      |                             |                         |                   |                      |                           |                           |                  |                         |                        |                           |    |                       |                      |                     |        |        |        |        |        |        |        |        |        |        |        |        |        |        |        |        |        |        |        |        |        |        |        |        |        |